# Ramphastos sulfuratus
Ramphastos sulfuratus là một loài chim trong họ Ramphastidae.